# Overtonov prozor
Overtonov prozor je izraz kojim se opisuje raspon ideja - ponajprije političkih - koje javnost drži prihvatljivima za raspravljanje. 
Termin je nastao prema imenu američkog autora Josepha Overtona, koji je u svojim radovima devedesetih godina 20. st. predstavio koncept koji objašnjava kako političari neće promicati ideje koje doista smatraju ispravnima, nego one koje je javnost spremna prihvatiti. Koncept je zadobio šire prihvaćanje nakon Overtonove smrti 2003. godine.
Stupanj javnog prihvaćanja određene ideje Overton iskazuje u više stupnjeva:
- Nezamislivo,
- radikalno,
- prihvatljivo,
- razumno,
- popularno i
- zadano.

Kada se u nastojanju za postizanjem nekog političkog cilja ustanovi da je ideja u javnosti neprihvatljiva, može se pristupiti djelovanju radi pomicanja Overtonovog prozora. Pomicanje prozora ideja prihvatljivih u javnom diskursu može se postići javnim zagovaranjem vrlo radikalnih ideja, kako bi manje radikalne - ali još uvijek neprihvaćene - ideje bile prepoznate kao umjerene, te, s vremenom, posve prihvatljive.  Kada se u javnosti prostor pomakne tako da obuhvati do jučer neprihvatljive ideje, istodobno će neke od ranije prihvatljivih ideja - postati sada neprihvatljivima.
Ovakvo shvaćanje prihvatljivosti ideja može se naći kod dobitnika Nobelove nagrade za ekonomiju Miltona Friedmana, koji je svoju vlastitu misiju na polju ekonomije opisao riječima: "Ovo je, prema mojem mišljenju, naša osnovna zadaća: razviti alternative danas prihvaćenim pravilima te ih držati živima i raspoloživima dok politički nemoguće ne postane politički neizbježnim."
Kao primjer pomicanja Overtonovog prozora navode se primjer legalizacije istospolnog braka, koji je u nekoliko desetljeća napredovao od nemoguće, neprihvatljive i čak smiješne ideje, do razine propisa u mnogim zemljama. U Sjedinjenim Američkim Državama, i protivnici i pobornici predsjednika Donalda Trumpa govore kako je on svojim političkim djelovajem "razbio Overtonov prozor".
Neki autori kritiziraju osnovnu postavku Overtonovog prostora te opažaju da zadnjih godina raspon ideja prihvatljivih u javnom diskursu (zapadnih demokratskih) raste, iznoseći ocjenu kako uvođenjem radikalnijih ideja na lijevoj i desnoj strani političkog spektra zadnjih godina nije nastalo pomicanje "prozora" politički prihvatljivoga (i politički neprihvatljivoga) ni ulijevo ni udesno.